# Вільям Август Тілді
Сер Вільям Август Тілді (англ. William Augustus Tilden, 15 серпня 1842, Лондон — 11 грудня 1926) — британський хімік в галузі органічної хімії.

## Біографія
Тілді здобув освіту в сучасній школі Бедфорд. Ступінь бакалавра здобув у 1868 році та доктора наук у 1871 році в Лондонському університеті. З 1872 по 1880 рік він був старшим викладачем наук у Кліфтонському коледжі, Бристоль. З 1880 по 1894 рік Тілді був професором хімії в Мейсонському коледжі (який згодом став Бірмінгемським університетом). З 1894 року до смерті він викладав у Королівському коледжі наук у Лондоні, бувши професором хімії до 1909 року, а деканом з 1905 по 1909 рік, а потім заслуженим професором.
Тілді став членом Королівського товариства в 1880 році та був його віцепрезидент з 1904 по 1906 роки. 1908 року він був нагороджений Медаллю Деві. Він був президентом Хімічного товариства з 1903 по 1905 рік. Премію Тільді заснувало на його пам’ять Хімічне королівське товариство в 1939 році і відтоді її щорічно присуджують трьом молодим членам. Він обіймав посади в багатьох інших організаціях, зокрема Британській асоціації просування науки, Інституті хімії (перейменований в 1885 р. Королівський інститут хімії) та Товаристві хімічної промисловості.